# Nazife Güran
Avniye Nazife Aral Güran (Nazife Güran) (Wenen, 5 september 1921 - Istanbul 20 december 1993) was een Turkse pianist en componist. Ze was een van de eerste Turkse vrouwelijke componisten die in een Westerse klassieke stijl componeren. Ze componeerde ruim duizend werken, waaronder werken voor piano en vocale werken.

## Leven en werk
Nazife Güran was een dochter van de laatste Ottomaanse ambassadeur in Wenen, en woonde wegens het werk van haar vader tijdens haar jeugd in verschillende landen. Ze kreeg als kind pianoles van haar moeder, en toonde al op jonge leeftijd interesse in componeren. Na haar schoolopleiding aan het Işık Lyceum in Istanbul verhuisde ze met het gezin mee naar de standplaats Berlijn van haar vader, en studeerde  hier van 1938-1942 aan de Staatliche Akademische Hochschule für Musik. Ze studeerde piano bij Rudolph Schmidt en compositie bij Paul Hoffer. Na terugkeer naar Ankara studeerde ze drie jaar bij Ernst Praetorius. In 1944 ging haar werk Tekbir-i Milli (Nationaal Takbir), een werk voor koor en orkest op  een tekst van Abdülhak Hamid in première. Tijdens een vierjarig verblijf in Egypte, wederom voor het werk van haar vader,  componeerde ze onder meer de Sfenks Sonatı (Sfinx Sonate) en de Mehlika Sultan konser etüdü (Mehlika Sultan concertetude), twee werken voor piano, geïnspireerd door Egypte.
Na haar terugkeer naar Ankara in 1949 was ze een van de oprichters van de Turks-Amerikaanse Vrouwen Culturele Vereniging. In 1950, toen Turkse soldaten naar de Koreaanse oorlog werden gestuurd om te vechten, componeerde ze voor hen Kore marşı (Koreaanse mars), muziek die klonk toen de soldaten werden uitgezonden. In 1952 trouwde ze met de kinderarts Ismail Yilmaz Güran, en het jaar daarop kreeg ze een zoon. Het gezin woonde vanaf 1960 in Diyarbakır, waar Güran zich inzette voor het plaatselijke culturele leven. Ze richtte de Diyarbakır Filarmoni Derneği (Diyarbakır orkestvereniging) op en leidde een kinderkoor. Daarnaast gaf ze muzieklessen. In 1963 kreeg ze een onderscheiding van de overheid voor haar werk voor het culturele leven in Diyarbakır. In datzelfde jaar, op de dag dat de Amerikaanse president John F. Kennedy werd vermoord, componeerde ze de Kennedy Noktürnü' (Kennedy Nocturne) voor piano, en voerde het werk uit in een concert. Het werk is tentoongesteld in het Kennedy Museum in Boston, en Güran ontving een onderscheiding voor dit werk.
Ze verhuisde met haar gezin naar Duitsland, waar ze verder studeerde aan de Hochschule für Musik in Keulen, en onder meer concerteerde voor de radio. In 1969 keerde ze terug naar Turkije, en ging ze lesgeven aan de meisjesschool van Cemberlitas. Vanaf 1973 werkte en concerteerde ze voor de Turks-Amerikaanse Universiteitsvereniging, het Turks-Duitse Cultureel Instituut en de Turks-Japanse Vriendschaps- en Culturele Vereniging.
Van de meeste liederen die Güran componeerde schreef ze zelf de teksten, maar ze maakte ook muziek bij teksten van dichters als Yahya Kemal Beyatlı en Ahmet Haşim. Haar werken zijn in vijf groepen onder te verdelen: nationalistische composities, religieuze werken, pianowerken, liederen, kinderliederen en muziektheater.

## Nalatenschap
Van 1995-2009 organiseerde de Turkse stichting Ekinoks herdenkingsconcerten met haar repertoire. Via de zoon van Güran kreeg onderzoekster Nejla Melike Atalay toegang tot haar persoonlijk archief, dat bestond uit brieven, foto’s, voltooide en onvoltooide partituren, dagboekaantekeningen, concertprogramma’s, krantenknipsels, officiële correspondentie en ingediende petities. In de periode 2009-2015 maakte ze dit archief, dat in het bezit is van de familie, toegankelijk.
In 2006 werden liederen van Güran uitgebracht op de cd Nurdan bir hale door sopraan Ece Idil en pianist Metin Ülkü (label: Kalan Müzik). In Nederland is de mezzosopraan Feride Büyükdenktas een pleitbezorger van haar muziek.

## Composities
Een selectie uit de werken van Güran:
- Merdiven
- Şehit Çocuğuna Ninni
- Gece Deniz
- Yarını Bekleyen Köy
- Hayalimdeki Bahçe
- Titreşim
- Nurdan Bir Hale (Light from a Halo)
- İbadet Sevinci
- Mehlika Sultan
- Dantel
- Göldeki Akisler
- Boğaziçinde Gezi
- Feraceli Hanım Nr.3